# Bobigny - Pablo Picasso (métro de Paris)
Bobigny - Pablo Picasso est une station de la ligne 5 du métro de Paris, dont elle est le terminus nord, située sur la commune de Bobigny.

## Situation
La station est située dans le centre-ville de Bobigny, un quartier caractérisé par un habitat collectif dense avec des tours d'habitation ainsi qu'un grand nombre d'équipements publics. Elle est le terminus nord de la ligne 5. Elle se trouve à faible profondeur, huit mètres sous la voirie, sous la rue du Chemin-Vert, au sud du boulevard Maurice-Thorez. Le tunnel est prolongé sur environ 160 mètres sous la rue Pablo-Picasso, pour permettre le retournement des rames en arrière-gare. Les ateliers RATP de Bobigny où est réalisée la maintenance des rames de la ligne 5 et du tramway T1 sont situés à proximité.

## Histoire
La station ouvre le 25 avril 1985.

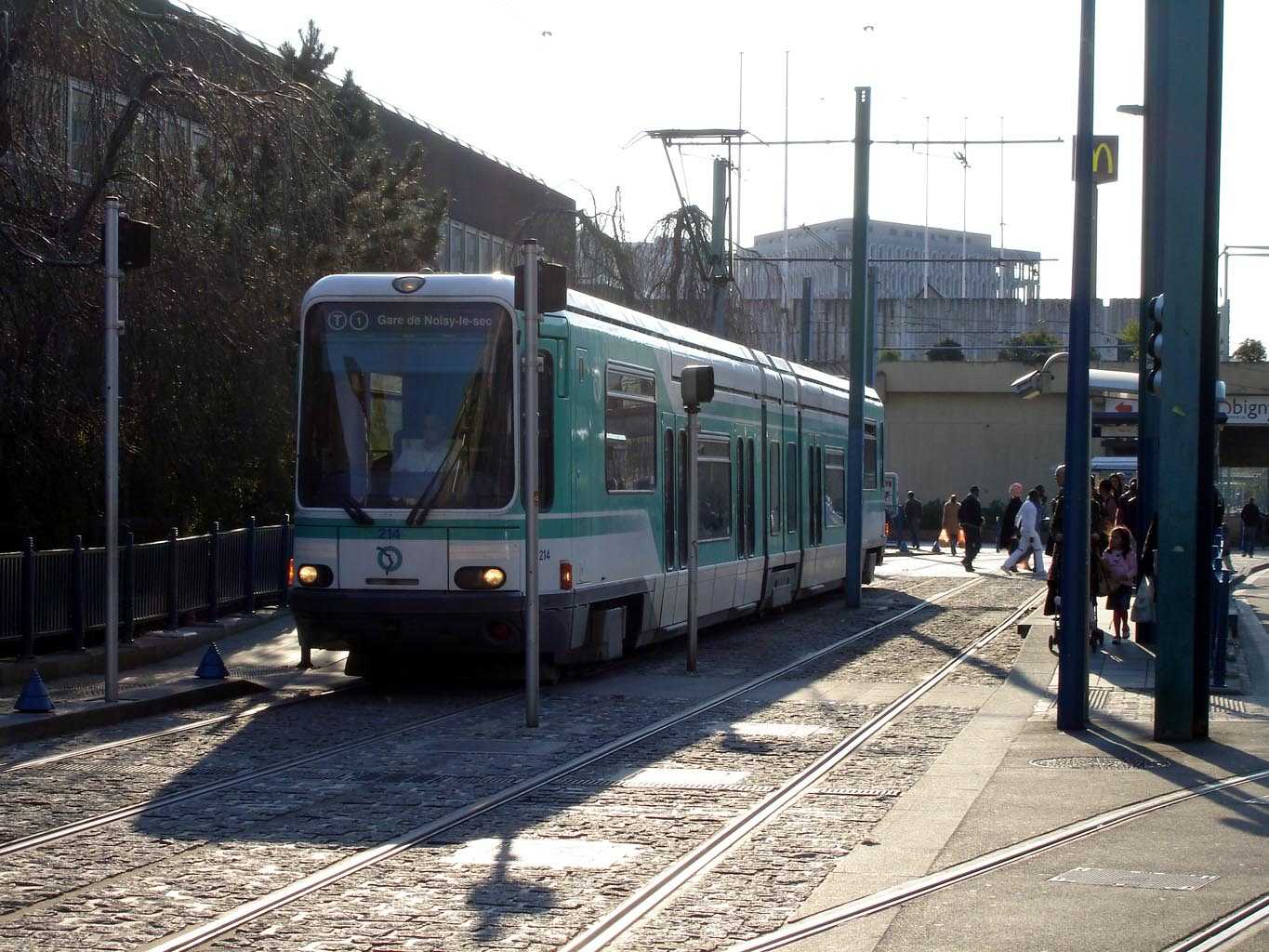
La station de tramway.

Elle porte comme sous-titre Préfecture - Hôtel du Département en raison de la proximité de la station avec les services administratifs du département.

### Fréquentation
Nombre de voyageurs entrés à cette  station :
| Année                      | 2013      | 2014      | 2015      | 2016      | 2017      | 2018      | 2019      | 2020      | 2021      |
| -------------------------- | --------- | --------- | --------- | --------- | --------- | --------- | --------- | --------- | --------- |
| Nombre de voyageurs par an | 7 135 266 | 7 461 452 | 7 251 717 | 7 737 626 | 7 904 705 | 8 262 452 | 7 879 929 | 4 752 569 | 6 561 327 |
| Rang                       | 38e       | 31e       | 33e       | 31e       | 31e       | 26e       | 32e       | 20e       | 15e       |
| Nombre de stations         | 302       | 302       | 302       | 302       | 302       | 302       | 302       | 304       | 304       |

## Services aux voyageurs

### Accès
Cette station dispose de quatre accès :
- Accès no 1 « Hôtel de Ville », se situe le long de la rue Pablo-Picasso au niveau de la gare routière. Il possède un escalier fixe.
- Accès no 2 « Palais de Justice », est implanté au sein de la gare routière et comporte de nombreuses sorties le long des quais de cette gare routière.
- Accès no 3 « Rue Carnot », situé entre la station de bus et celle de tramway comporte un unique escalier mécanique montant. Il n'est donc accessible qu'à la sortie.
- Accès no 4 « Préfecture », est situé sur l'esplanade Jean Moulin qui donne accès à l'hôtel de préfecture de la Seine-Saint-Denis.

Accès à la station
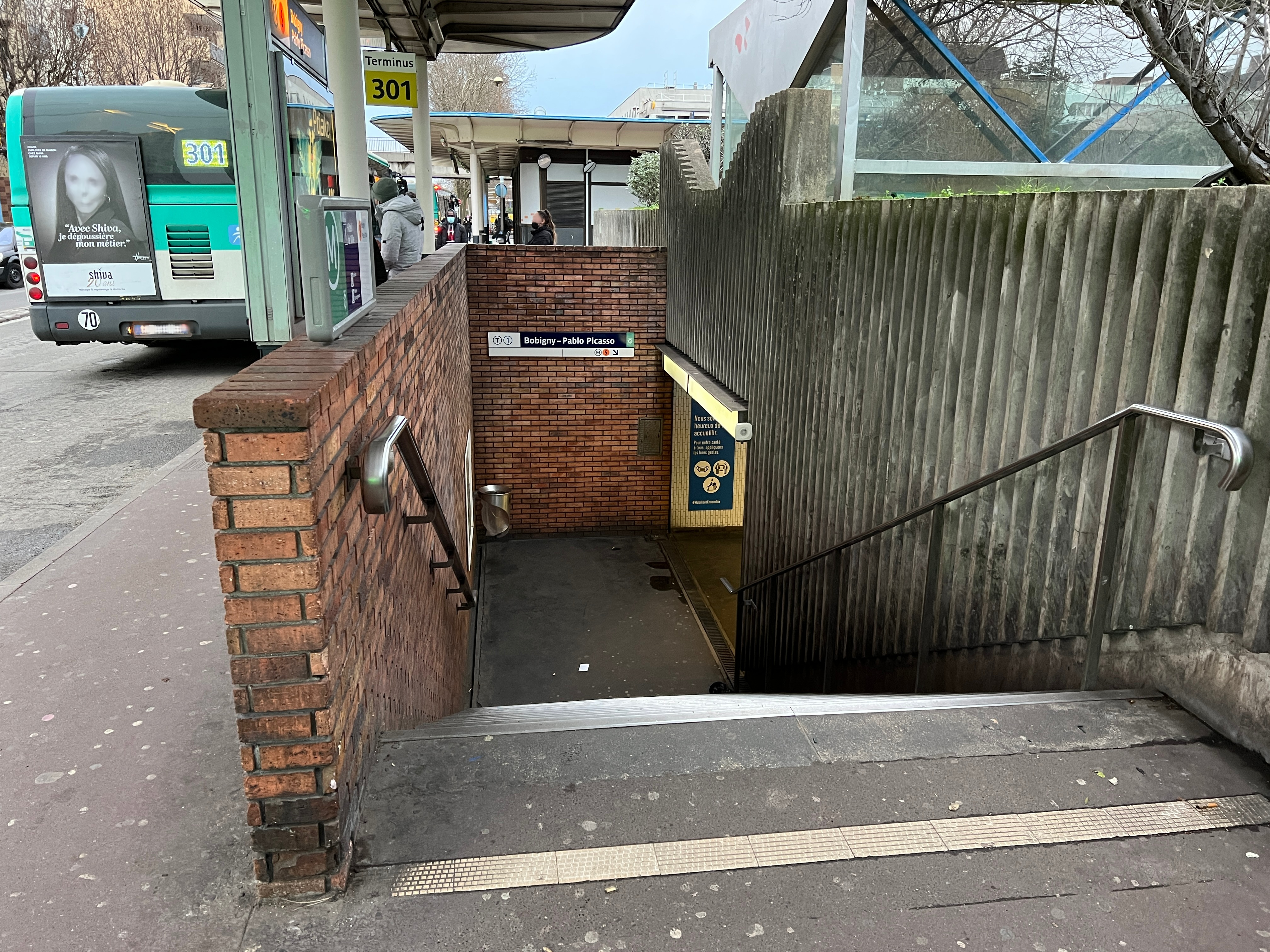
L'accès no 1 « Hôtel de Ville».
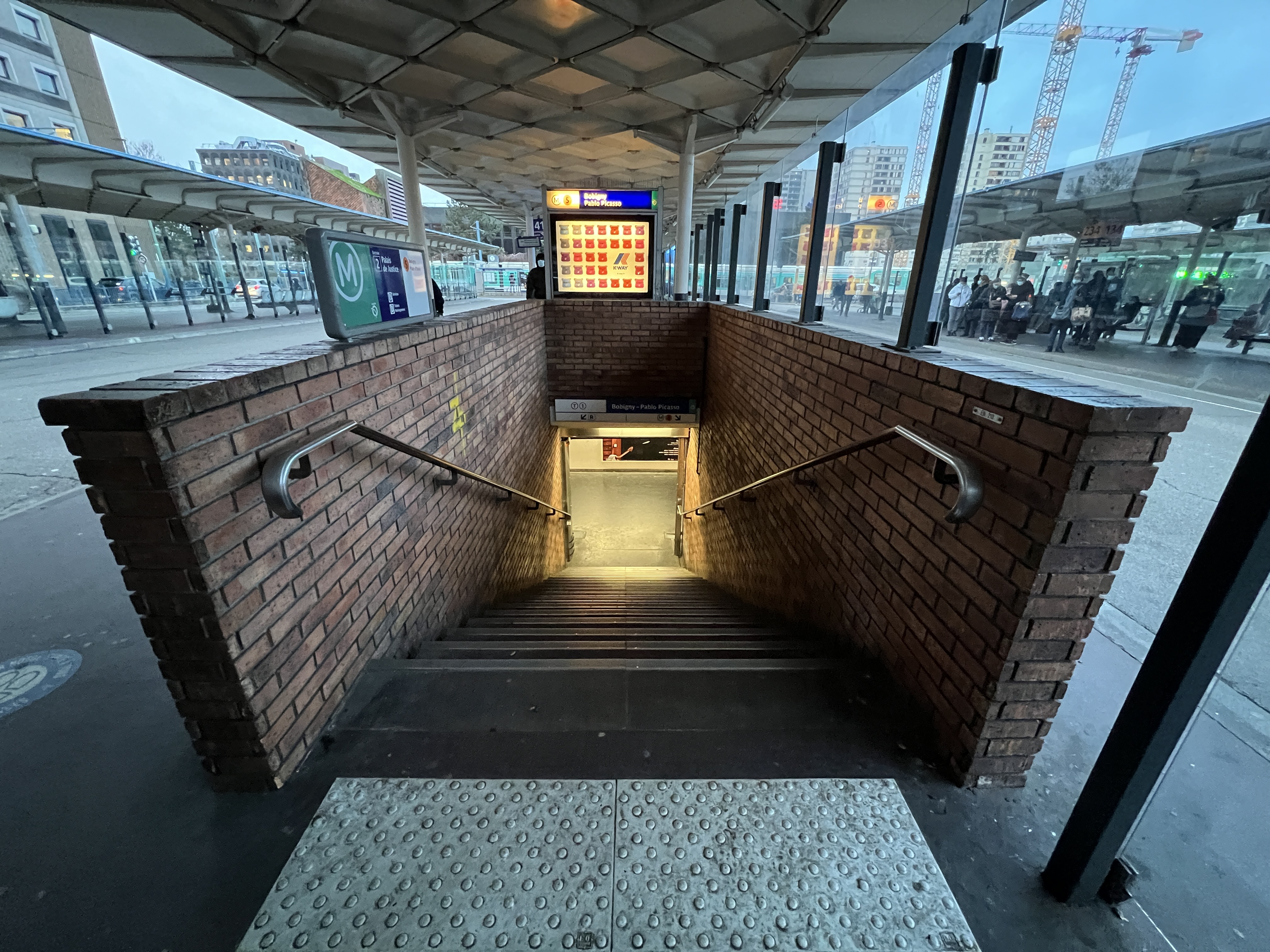
L'accès no 2 « Palais de Justice ».
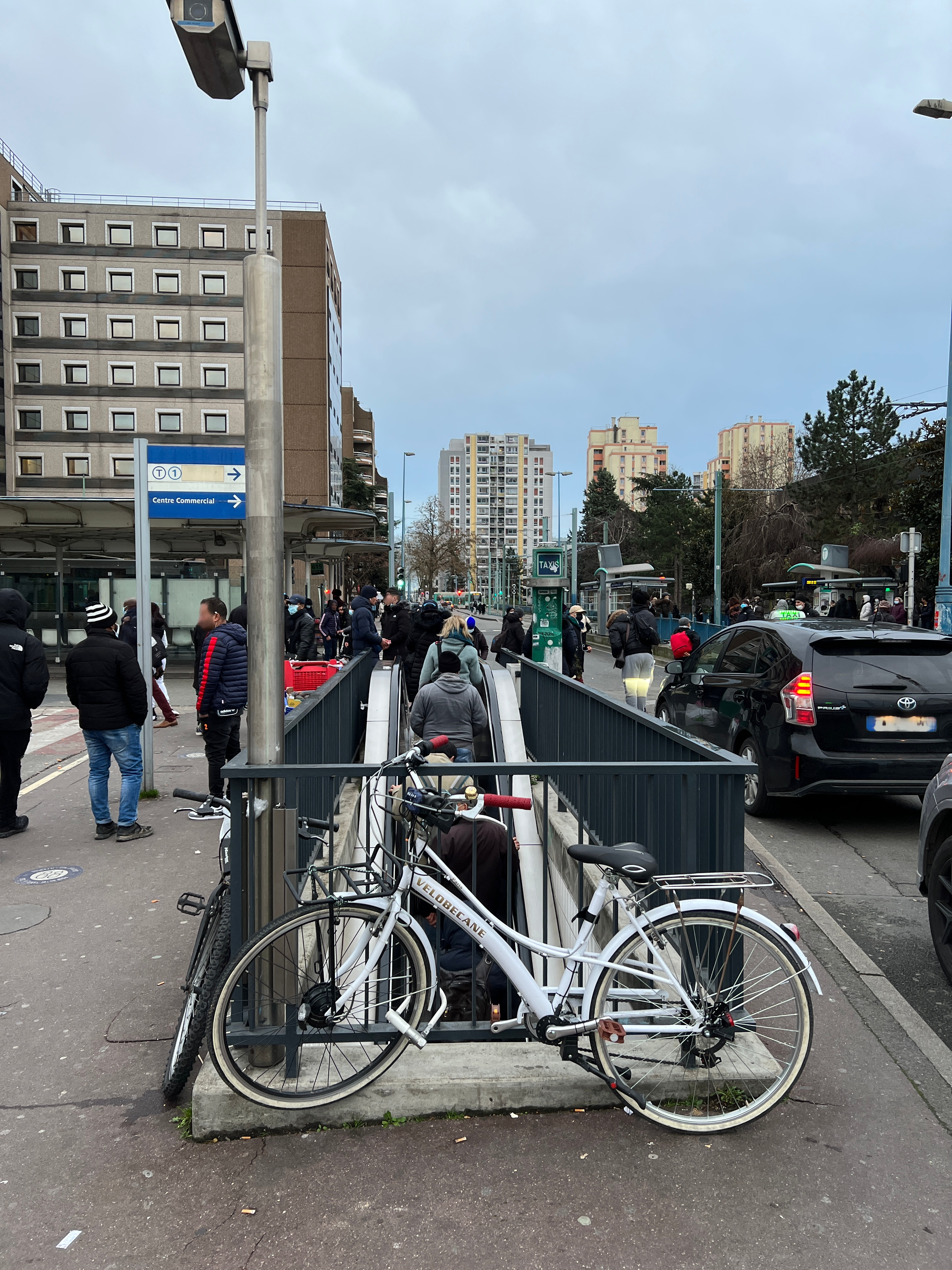
L'accès no 3 « Rue Carnot ».
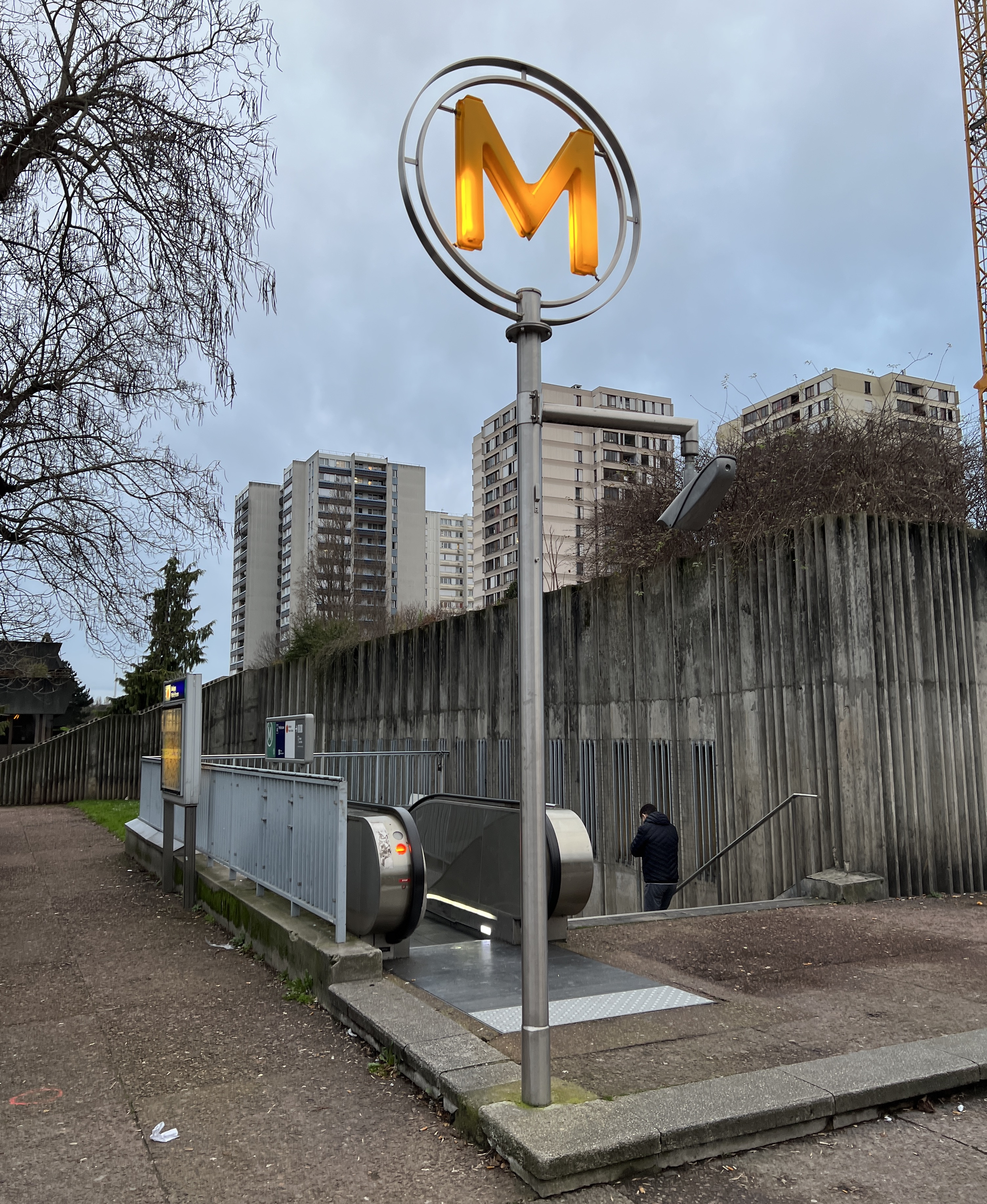
L'accès no 4 « Préfecture ».

.

### Quais

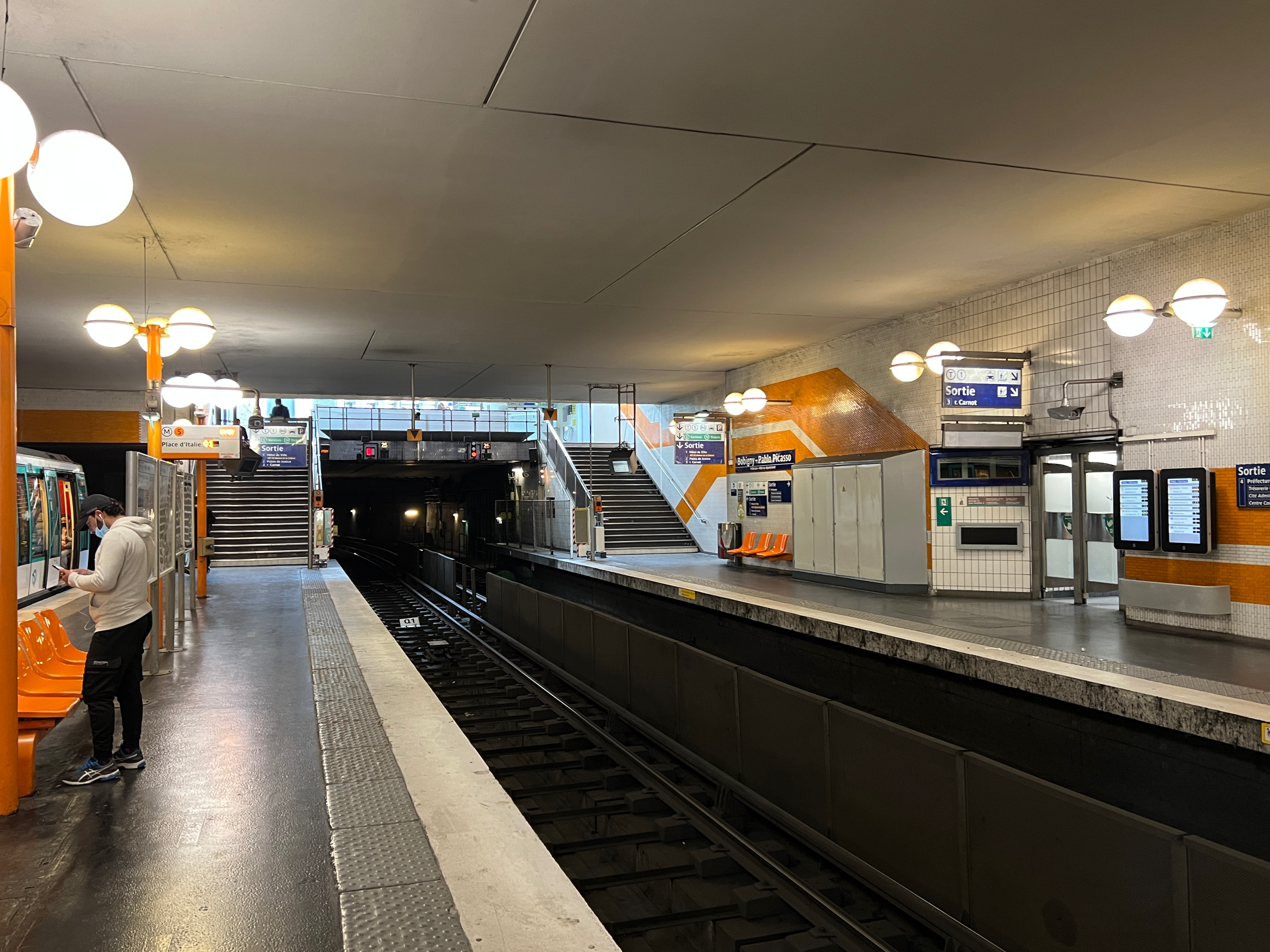
Un des quais de la station.

La station possède, comme pour Porte de Pantin située sur la même ligne, une disposition particulière propre aux stations ayant servi ou servant de terminus. Elle comprend trois voies et deux quais, le quai côté sud étant latéral et le quai côté nord formant un îlot entre deux voies. Située à fleur de sol, elle a des piédroits verticaux et le toit de la station est droit sans tableau métallique contrairement à d'autres stations.

### Intermodalité
Depuis le 6 juillet 1992, la station est desservie par le tramway T1, et constituait avant le prolongement à la gare de Noisy-le-Sec le 15 décembre 2003 son terminus oriental. 
Une gare routière est située au-dessus de la station et propose des correspondances avec les lignes 146, 148, 234, 251, 301, 303 et 322 du réseau de bus RATP, avec les lignes 615 et 620 du réseau de bus Terres d'Envol, avec la ligne 93 du réseau de bus Roissy Ouest, et la nuit, avec les lignes N13, N41 et N45 du réseau Noctilien.

## Projet

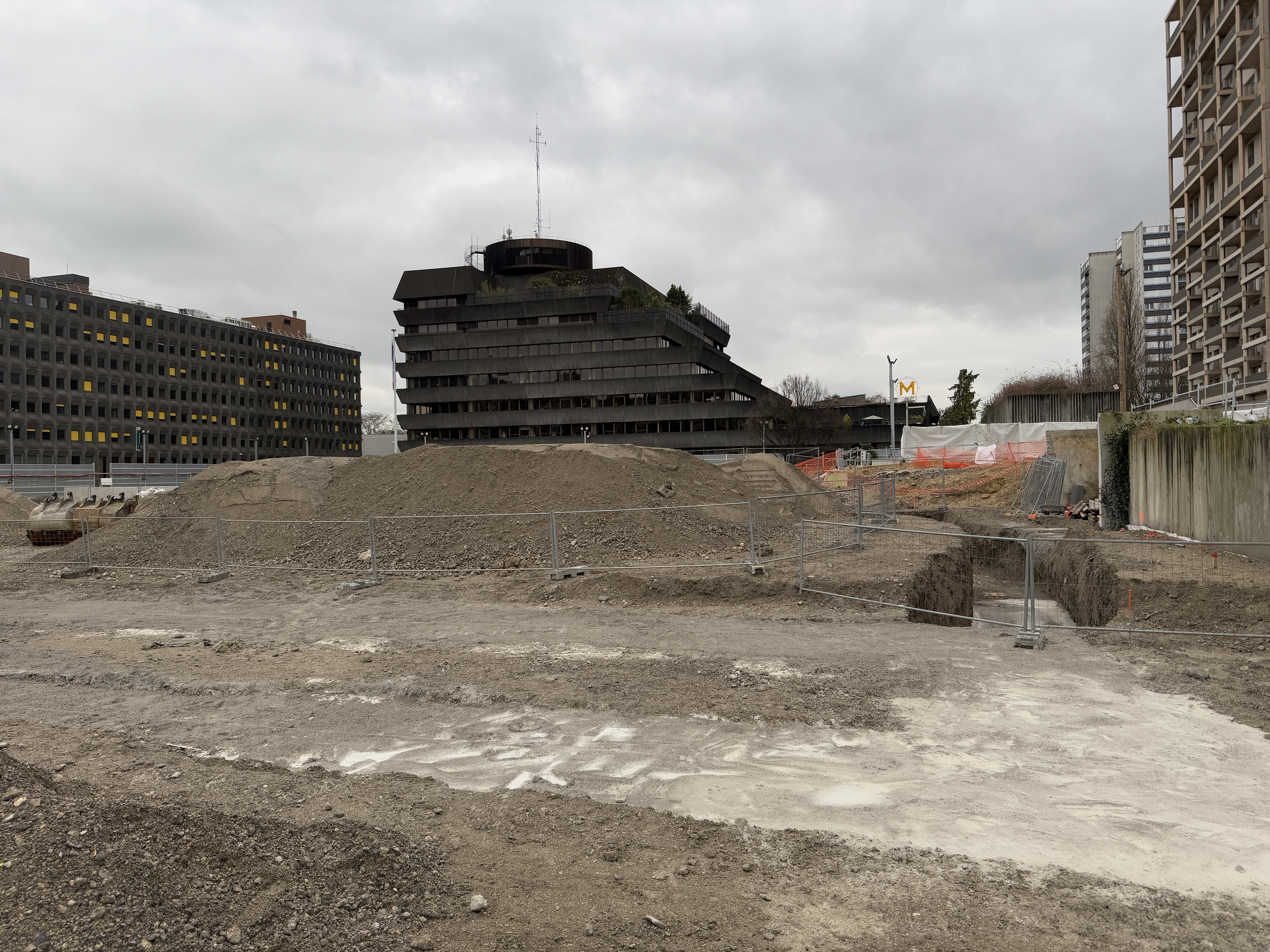
La zone de chantier pour la ligne 15.

À terme, la station pourrait également être desservie par la ligne 15 du métro. L'architecture de la gare est confiée à Atelier d'architecture Brenac-Gonzalez & Associés.

## À proximité
- Siège du Conseil départemental et de la préfecture de Seine-Saint-Denis
- Canal de l'Ourcq
- Tribunal de Commerce de Bobigny
- Parc départemental de la Bergère
- Tribunal de grande instance de Bobigny
- Consulat d'Algérie
- Cimetière communal de Bobigny